# OTI 1999
Il Festival della canzone iberoamericana non si tenne nel novembre 1999 perché fu annullato a causa di una serie di inondazioni che colpirono la regione messicana di Veracruz dove si doveva svolgere la manifestazione nella omonima città di Veracruz. La ventottesima edizione si tenne quindi l'anno successivo, nel 2000.
Tra i vari cantanti, Lya Barrioz con Festivalera doveva rappresentare il Nicaragua.